# Crematogaster spengeli
Crematogaster spengeli är en myrart som beskrevs av Auguste-Henri Forel 1912. Crematogaster spengeli ingår i släktet Crematogaster och familjen myror.

## Underarter
Arten delas in i följande underarter:
- C. s. compacta
- C. s. picata
- C. s. spengeli
- C. s. taipingensis